# Oreoschimperella aberdarensis
Oreoschimperella aberdarensis är en flockblommig växtart som först beskrevs av C.Norman, och fick sitt nu gällande namn av Stephan Rauschert. Oreoschimperella aberdarensis ingår i släktet Oreoschimperella och familjen flockblommiga växter. Inga underarter finns listade i Catalogue of Life.